# Mincenii de Jos
Mincenii de Jos è un comune della Moldavia situato nel distretto di Rezina di 763 abitanti al censimento del 2004

## Località
Il comune è formato dall'insieme delle seguenti località (popolazione 2004):
- Mincenii de Jos (377 abitanti)
- Mincenii de Sus (386 abitanti)